# Latinska antologija
Latinska antologija (latinsko Anthologia latina) je zbirka latinskih verzov od obdobja rimskega pisca Kvinta Enija (okoli 239–okoli 169 pr. n. št.), ki pogosto velja za očeta rimske poezije, do okoli leta 1000 n. št. Večino gradiva je zbral Pieter Burmann mlajši (1713–1778). 
Medtem ko je Grško antologijo prvi sestavil starogrški pesnik Meleager Gadarski v 1. stoletju pr. n. št., stari Rimljani svoje antologije niso sestavili. Obstajali so zvezki epigramov, kot so tisti, ki jih je sestavil Marcial med letoma 95 in 98, zbirke kratkih izrekov več avtorjev, kot je bil Publij Sir (ustvarjal 85–43 pr. n. št.), in manjše zbirke verzov o različnih temah, kot je Priapeja. 

## Razvoj antologije
Začetna sodobna zbirka teh fragmentiranih del je bila Catalecta veterum Poetarum (Zbirka starih pesnikov, 1573), ki jo je sestavil Scaliger. Sledila je obsežnejša zbirka Pithoeus, Epigrammata et Poemata e Codicebus et Lapidibus collecta (Epitafi, epigrami in pesmi, zbrani iz kodeksov in kamnov, 1590). K tej zbirki so se nenehno dodajala nova besedila, predvsem napisi. V letih 1759–1773 jih je Burmann združil v svojo antologijo z naslovom Anthologia veterum Latinorum Epigrammata et Poematum (Antologija zgodnjih latinskih epigramov in pesmi). Po Burmannovi smrti je uredniško odgovornost prevzel filolog Johann Christian Wernsdorf. 
Burmannova izdjaja je postala standardna izdaja do leta 1869, ko je Alexander Riese začel nov in bolj kritičen pregled besedil. Odstranil je veliko besedil, ki jih je Burmann nepravilno vključil. Zamenjan je bil tudi sistem klasifikacije. Gradivo je bilo zdaj urejeno po virih, začenši z rokopisnimi, katerim so sledili tisti, pridobljeni iz napisov. 
Leta 1982 je D. R. Shackleton Bailey izdal povsem novo izdajo prvega dela. Drugi zvezek (v dveh delih) je izšel v letih 1895–1897 z naslovom Carmina Epigraphica (Epigrafske pesmi). Uredil ga je Franz Bücheler. Latinsko antologijo so oblikovali strokovnjaki, ki so se osredotočali predvsem na ohranjanje vsega najdenega gradiva, zato je bistveno bolj raznolika kot Grška antologija.

## Vir
- Ta članek vključuje besedilo iz publikacije, ki je zdaj v javni domeni: Garnett, Richard (1911). »Anthology«.  V Chisholm, Hugh (ur.). Enciklopedija Britannica (v angleščini). Zv. 2 (11. izd.). Cambridge University Press. str. 96.